# 莫勒圖沃

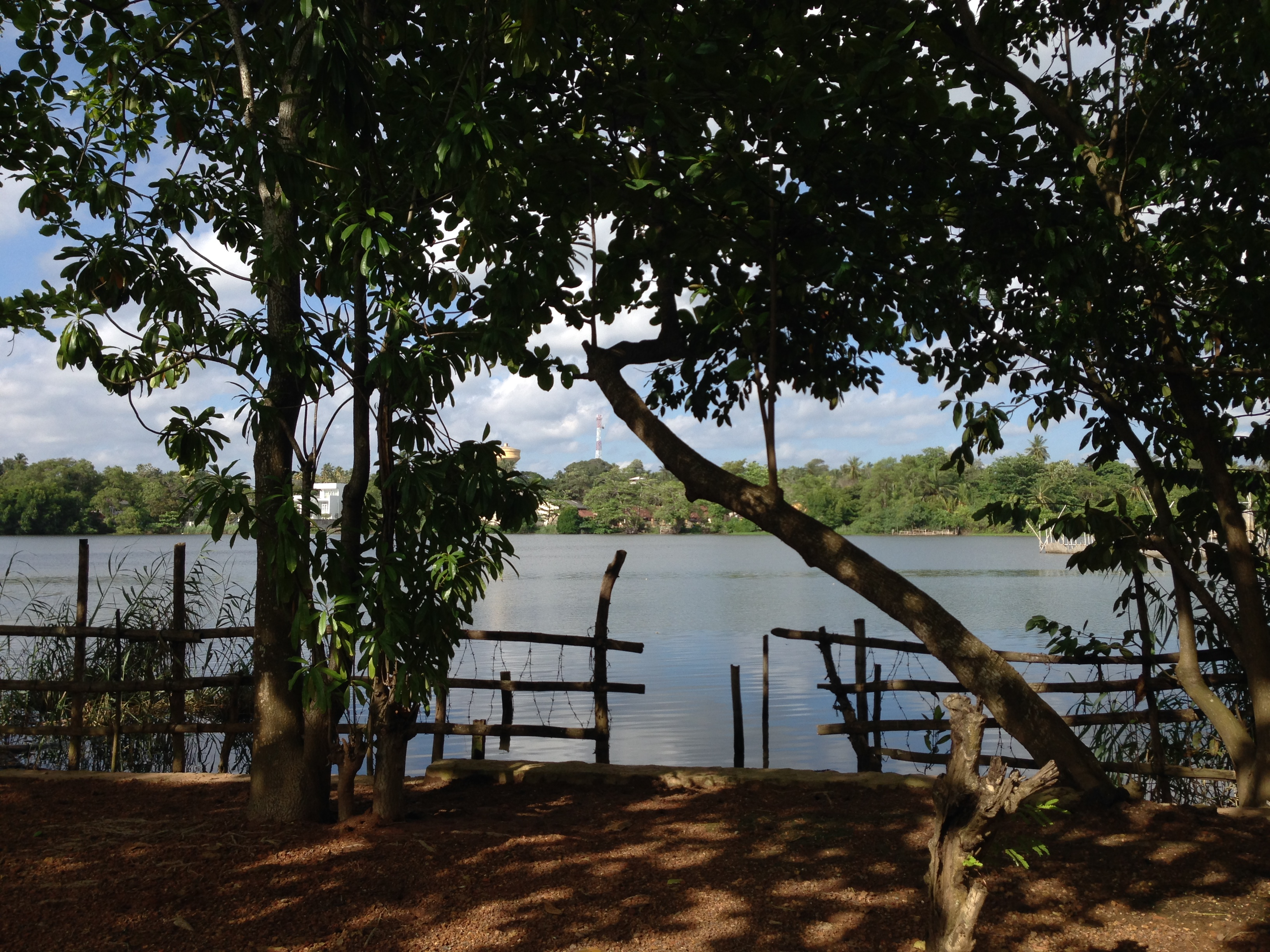
莫勒圖沃

莫勒圖沃，或译莫拉圖瓦，是斯里蘭卡的城鎮，位於該國西南部印度洋沿岸，由西部省的可倫坡區負責管轄，距離首都科倫坡18公里，始建於1966年，海拔高度28米，2001年人口177,190。

## 教育
该地有莫勒图沃大学。

## 外部連結
- Puran Appu （页面存档备份，存于）
- Moratuwa City Details